# ألفريدو ارسي كاربيو
ألفريدو ارسي كاربيو هو محامي وقاضي وسياسي بوليفي، ولد في 19 مارس 1941 في لاباز في بوليفيا، وتوفي في 9 فبراير 2001. نشط حزبياً في Nationalist Democratic Action ‏. وقد انتخب deputy of Bolivia ‏.